# Scopula approbata
Scopula approbata là một loài bướm đêm trong họ Geometridae.